# Germaine Hoffmann
Germaine Hoffmann-Schmit, (Ospern, 28 april 1930 –  22 juli 2024) was een Luxemburgs kunstschilder en collagekunstenaar.

## Leven en werk
Germaine Schmit trouwde in 1950 met de schrijver Léopold Hoffmann (1915-2008). Zij zijn de ouders van een dochter, die trouwde met acteur André Jung, en regisseur Frank Hoffmann. Vanaf 1968 tot 1998 volgde ze avondcursussen en zomeracademies in diverse artistieke technieken, onder andere bij de Académie Européenne Libre des Beaux-Arts en het Lycée des Arts et Métiers.
Hoffmann-Schmit maakt schilderijen en collages in gemengde techniek, waarin ze vaak gescheurde kranten verwerkt. Ze was lid van de Cercle Artistique de Luxembourg en nam vanaf 1987 deel aan de salons van de kunstenaarsvereniging. Solo exposeerde ze onder andere in Galerie Simoncini (1986, 1991), in het kasteel van Clervaux (1988) en in het Casino Luxembourg (2020) met de tentoonstelling Die Zeit ist ein gieriger Hund. In 2008 werd de kunstenares benoemd tot ridder in de Orde van Verdienste van Adolf van Nassau. 
Ze werd 94 jaar oud.

## Onderscheidingen
- 2001 Speciale juryprijs op de eerste Biennale d'art contemporain in Straatsburg
- 2008 Ridder in de Orde van Verdienste van Adolf van Nassau

- Musée national d'archéologie, d'histoire et d'art: lkl000111